# Gallagher y Shean
Gallagher & Shean fue un exitoso dúo cómico musical que actuó en locales de vodevil y en la temporada teatral de Broadway durante las décadas de 1910 y 1920, formado por Ed Gallagher (1873-1929) y por Al Shean (1868-1949). Shean era tío materno de los hermanos Marx.

## Carrera
Ambos comediantes eran intérpretes de vodevil relativamente desconocidos hasta que formaron pareja en 1910. Trabajaron juntos por primera vez durante la gira de The Rose Maid en 1912, pero discutieron y se separaron dos años después, en 1914. Aparecieron juntos de nuevo en 1920, para protagonizar la producción de los hermanos Shubert de la exitosa Cenicienta en Broadway, gracias a los esfuerzos de la hermana de Shean, Minnie Marx (madre de los hermanos Marx). Esta colaboración duró hasta 1925 y los llevó a la fama.
Gallagher y Shean siguen siendo más conocidos por su canción más famoa, "Mister Gallagher and Mister Shean", que fue un éxito en las Ziegfeld Follies de 1922. Bryan Foy, hijo de la estrella de teatro Eddie Foy y el mayor de los "Seven Little Foys", afirmó haber escrito la canción, pero se atribuye oficialmente a Gallagher y a Shean. A veces también se conoce el tema como "¿Por supuesto, Sr. Gallagher? ¡Positivamente, Sr. Shean!" La canción mantuvo su popularidad y fue modificada y actualizada regularmente con estrofas adicionales, por lo que existe en varias versiones diferentes. La canción fue grabada por Gallagher y Shean como dos caras de un disco de 10" y 78 rpm en 1922 para Victor Records. La pieza también fue grabada en Okeh Records por The Happiness Boys (Billy Jones y Ernie Hare) y en Cameo Records por Irving y Jack Kaufman, e incluso en yiddish en Banner Records, por los M.Z. Feinman Brothers. Cuando era interpretada por otros artistas, usualmente era precedida por esta letra introductoria:
Hay dos hombres divertidos

Lo mejor que he visto

Uno es el Sr. Gallagher

Y el otro el Sr. Shean

Cuando estos dos compinches se encuentran

Por que seguramente es un placer

Las cosas que dicen

Y las cosas que hacen

Y la forma divertida en que saludan...
La canción fue extremadamente popular y muy recordada: se incluyó un pastiche con la canción de base en La chica del cabaret, un musical de 1922 producido en Londres; Bing Crosby y Johnny Mercer grabaron una parodia a finales de la década de 1930; otra parodia fue realizada por Jackie Gleason y Groucho Marx (que era sobrino de Al Shean) en televisión en 1967; y Lenny Bruce hizo una referencia casual al tema en una actuación en su club nocturno en la década de 1960, todos confiando en que el público reconocería de inmediato la canción.
Cada estrofa terminaba con un estribillo de preguntas y respuestas; en una de las cuales, Shean cantaba "¿Absolutamente, señor Gallagher?" y Gallagher respondía "¡Positivamente, señor Shean!", un estribillo que se convirtió en su lema. Este formato de diálogo cruzado sigue siendo imitado, parodiado y referenciado para todo tipo de audiencias, que pueden no tener conocimiento del original. El dibujante Bobby London representó a sus personajes Dirty Duck y Weevil diciéndose "¡Posiblemente, Weevil!" "¡Absolutamente, Sr. Duck!" En la década de 1960, un producto de limpieza australiano "Mister Sheen" lanzó una exitosa campaña de televisión utilizando la melodía original con nueva letra ("Oh, Mr. Sheen, Oh, Mr. Sheen"), al igual que varios anuncios de radio de los años 1980 para la equipación de oficina comercializada por Pitney Bowes: "¡Absolutamente, señor Pitney!" "¡Positivamente, señor Bowes!"
Aprovechando la locura por todo lo egipcio que siguió al descubrimiento de la tumba de Tutankamón, Gallagher y Shean aparecían caracterizados con ropa egipcia (Gallagher con el salacot y el traje blanco típico de los turistas, y Shean con el fez y una extraña chaqueta con faldón representando un "nativo" colonial egipcio).

## Vida posterior y carrera
En 1921, la organización Shubert los demandó por incumplimiento de contrato. Según Shubert, no podían actuar para las Ziegfeld Follies de la competencia. El demandante afirmaba que la presencia de Gallagher y Shean en su espectáculo era "única e insustituible". La defensa de los cómicos se basó en que su actuación no era esencial, y el juez inicialmente falló a su favor, aunque luego la decisión fue revocada.
Durante un tiempo en la década de 1920, Gallagher mantuvo una relación con su protegida, la vivaz bailarina franco-canadiense Fifi D'Orsay. En 1925, el inventor Theodore Case realizó un cortometraje con la pareja para probar su proceso de sonido sobre película en su estudio de Auburn, Nueva York. Sin embargo, la película se perdió en un incendio a mediados de la década de 1950, y ahora solo existen tomas descartadas de la película. En agosto de 1931, losFleischer Studios lanzaron un breve episodio de dibujos animados sobre Gallagher y Sr. Shean, como parte de la serie Fleischer Screen Songs. En este corto, Jack Kenny (1886-1964) dobló la voz de Gallagher.
Gallagher y Shean a menudo tuvieron diferencias personales durante su asociación. Las constantes discusiones entre bastidores inspiraron a Neil Simon a incorporarlas en su exitosa comedia sobre el mundo del espectáculo, The Sunshine Boys.
Ed Gallagher sufrió una crisis nerviosa después de que la asociación terminó en 1925 y murió en 1929. Por su parte, Al Shean trabajó ocasionalmente a partir de entonces como actor en solitario. El musical Ziegfeld Girl (1941) de Metro-Goldwyn-Mayer presentó una recreación de una actuación de Gallagher y Shean, con Al Shean en su papel familiar y el actor secundario Charles Winninger interpretando a Gallagher. También el musical Atlantic City (1944) de Republic Pictures presenta una recreación de las actuaciones de Gallagher y Shean, con Al Shean y el actor Jack Kenny interpretando a Gallagher.
La esposa de Ed Gallagher, Helen, se convirtió en socia del Gallagher's Steak House en la ciudad de Nueva York y el restaurante recibió su nombre. Después de la muerte de Ed, se casó con su socio, Jack Solomon.